# یوردانووو (استان لوبوسکی)
یوردانووو (به لاتین: Jordanowo) یک روستا در لهستان است که در گمینا شویبوجن واقع شده‌است. یوردانووو ۶۵۰ نفر جمعیت دارد.